# Stansted Mountfitchet
Stansted Mountfitchet è un villaggio e parrocchia nella contea di Essex, 30 miglia nord da Londra.

## Storia
Stansted era divenuto un insediamento anglosassone già da prima dell'invasione normanna dell'Inghilterra, sebbene fino a questa invasione non acquisì il suffisso Mountfitchet, dal nome del barone normanno che vi abitava; un piccolo rudere del suo castello, attorno a cui è stato ricostruito un successivo castello normanno, ancora esiste. Si crede che esso sia stato fortificato originariamente durante l'Età del Ferro, e successivamente dagli antichi Romani e dai Vichinghi, e la costruzione iniziò nel 1066.
Altre attrattive del villaggio comprendono l'House on the Hill Toy Museum, acclamato come il museo di giocattoli più grande d'Europa; è situato vicino al castello. Aperto nel 1991, ospita oltre 80.000 giocattoli, principalmente del periodo 1950-1980.
Nel villaggio è presente un mulino a vento costruito nel 1787 e ancora funzionante; viene aperto al pubblico una volta al mese.
Durante la seconda guerra mondiale la US Air Force costruì un campo d'aviazione accanto a Stansted. Alla fine della guerra fu acquisito dal governo e ampliato come aeroporto commerciale.

## Trasporti e infrastrutture
L'aeroporto di Londra-Stansted, uno dei principali e il terzo più trafficato del Regno Unito, dista appena 2 miglia dal villaggio. Attualmente l'aeroporto è raggiungibile tramite la motorway M11 e, con il treno, dalla stazione di London Liverpool Street.
È servito dalla stazione ferroviaria omonima.